# Kdoulová
Kdoulová je krátká ulice v lokalitě Za Horou v katastrálním území Hloubětín na Praze 9, která je na obou koncích slepá. Protíná ji ulice Pokorného. Má přibližný západovýchodní průběh a je rovnolehlá s hlavní komunikační tepnou této oblasti - ulicí Českobrodskou.
Nazvána je podle kdoule, plodu kdouloně obecné (latinsky Cydonia oblonga), což je dvouděložná rostlina z čeledi růžovitých. Keř nebo strom, který může vyrůst až do výšky 8 metrů, plodí kulovité až podlouhlé malvice žluté barvy podobné jablkům. Název ulice patří do velké skupiny hloubětínských ulic pojmenovaných podle stromů a jejich plodů. Do stejné skupiny patří např. Švestková, Mandloňová nebo Smrková.
Ulice vznikla v roce 1975 a tehdy byla pojmenována jako Za Horou. Tím poukazovala na svou polohu Za Horou, kde ve 20. letech 20. století vznikla nouzová kolonie. Současný název má od roku 1995.
Zástavba, kterou tvoří rodinné domy se zahradami, je pouze na severní straně. Na jižní straně je zeleň. Ulice nemá ve východním úseku chodník.

## Budovy a instituce
- Penzion Svantov, Kdoulová 693/19[3]